# Michael Bohmeyer
Michael Bohmeyer (* 1. Oktober 1984 in Rüdersdorf bei Berlin) ist ein deutscher Unternehmer, Bestseller-Autor und Aktivist für das bedingungslose Grundeinkommen. Er ist Gründer des Vereins Mein Grundeinkommen e.V. und Mitgründer des Vereins Sanktionsfrei e.V.

## Leben
Bohmeyer setzte sich schon früh für gemeinnützige Initiativen ein. So unterstützte er beispielsweise 2004 den Neuhagener Jugendverein iuventa activa dabei, eine Rabattkarte für ehrenamtlich aktive Bürger einzuführen. 2008 war der Webentwickler an der Gründung des Sozialen Netzwerkes want2do AG beteiligt. 2011 war er an dem Technologie-Startup admineo UG, das bis 2015 existierte, und an einem Onlinehandel für Sicherheits- und Kennzeichnungsprodukte, der Bohmeyer & Schuster GmbH, beteiligt. Bis 2014 war er als Geschäftsführer in dem Unternehmen tätig, seitdem ist er jedoch passiver Mitinhaber und bezieht eine monatliche Gewinnausschüttung von 1.000 Euro.
Diese Gewinnausschüttung, die Bohmeyer als „sein persönliches Grundeinkommen“ bezeichnet, inspirierte ihn zur Gründung des Vereins Mein Grundeinkommen e.V., den er 2014 ins Leben rief. Über Crowdfunding sammelt der Verein Geld, um sie als einjährige Grundeinkommen von monatlich 1.000 Euro unter den auf der Website registrierten Menschen zu verlosen. Bislang haben über 1264 Menschen ein einjähriges Grundeinkommen gewonnen (Stand September 2022). 2015 beteiligte sich Bohmeyer an der Gründung des Vereins Sanktionsfrei, welcher Empfängern von Arbeitslosengeld II rechtliche und finanzielle Hilfe anbietet. Auch die dort gestellte Hilfeleistung finanziert sich durch Crowdfunding.
2018 wurde der Dokumentarfilm Free Lunch Society - Komm Komm Grundeinkommen veröffentlicht, u. a. mit Michael Bohmeyer als Initiator und Gründer von Mein Grundeinkommen e.V.
Im Januar 2019 erschien das zusammen mit Claudia Cornelsen verfasste Buch „Was würdest du tun?“, in dem über die Erfahrungen der Gewinner und die sozialpsychologische Wirkung von Bedingungslosigkeit berichtet wird. Das Buch stieg direkt nach Erscheinen auf Platz 3 der Spiegel-Bestsellerliste.
Im Juni 2021 startete die von Bohmeyer initiierte Studie „Pilotprojekt Grundeinkommen“, bei der 122 von insgesamt 1.500 Studienteilnehmern drei Jahre lang monatlich ein Grundeinkommen von 1.200 Euro erhalten. Wissenschaftlich begleitet wird die Studie vom Deutschen Institut für Wirtschaftsforschung Berlin, der Universität zu Köln sowie dem Max-Planck-Institut zur Erforschung von Gemeinschaftsgütern.
Bohmeyer ist regelmäßig Sprecher auf Konferenzen für die Themen Social Entrepreneurship, neue Organisationsformen und New Work, sowie digitales politisches Campaigning. Mitte 2021 hatte er ebenfalls einen Auftritt in der ZDF-Sendung „13 Fragen“.
Michael Bohmeyer hat eine Tochter und lebt in Berlin.

## Positionen
Bohmeyer hegt die Idee, dass jeder Mensch so viel Geld vom Staat in Form eines bedingungslosen Grundeinkommens bekommen sollte, wie er für ein einfaches Leben braucht. Besonders wichtig ist ihm dabei die Bedingungslosigkeit mit der das Geld vergeben wird. Damit soll gewährleistet werden, dass man es für die eigene Entfaltung nutzt und es nicht an staatliche Erwartungen gebunden ist. Ob man sich eine Auszeit nehmen, um die Familie kümmern oder sich selbstständig machen möchte, wäre somit jedem selbst überlassen. Bohmeyer stellt hierbei vor allem die physische und psychische Gesundheit in den Vordergrund. Mit dem bedingungslosen Grundeinkommen bestünde aus seiner Sicht auch die Möglichkeit eines Umbaus des Sozialstaats, bei dem andere Sozialleistungen wie Hartz IV, Bafög oder Arbeitslosengeld teilweise oder ganz entfallen könnten.
Eine Gesellschaft, in der die Menschen selbst bestimmen, wie sie leben wollen, betrachtet Bohmeyer dabei als ideal. Durch seine Initiative möchte er Möglichkeiten aufzeigen, um die klassische Politik herauszufordern und die politischen Prozesse zu beschleunigen.
Er geht außerdem davon aus, dass das Konzept des bedingungslosen Grundeinkommens sich langfristig durchsetzen wird, da die digitale Revolution zu einer Reduzierung der Arbeitsplätze führe und somit der ökonomische Druck wachse.
Bohmeyers Ansichten sind nicht neu. Die Debatte um das bedingungslose Grundeinkommen wird sowohl auf politischer als auch auf philosophischer Ebene seit Jahrzehnten geführt. Bevor Bohmeyer das Pilotprojekt Grundeinkommen initiierte, gab es weltweit bereits zahlreiche andere Experimente dazu.

„Eigentlich gibt es keinen rationalen Grund, Geld an uns zu spenden, damit wir es weiter verschenken. Aber die Menschen machen es trotzdem, weil sie an das Grundeinkommen glauben.“

## Publikationen
- 2019: Michael Bohmeyer und Claudia Cornelsen: Was würdest Du tun? Wie uns das Bedingungslose Grundeinkommen verändert, Econ Verlag 2019, ISBN 3-430-21007-0

## Dokumentarfilm
- 2018: Free Lunch Society - Komm Komm Grundeinkommen. Dokumentarfilm, Österreich / Deutschland, Regie: Christian Tod, Produktion: Golden Girls, u. a. mit Michael Bohmeyer